# Hejian
Koordinaten: 38° 27′ N, 116° 6′ O
Hejian (chinesisch 河間市 / 河间市, Pinyin Héjiān Shì) ist eine kreisfreie Stadt in der Provinz Hebei in China. Sie gehört zum Verwaltungsgebiet der bezirksfreien Stadt Cangzhou. Die Fläche beträgt 1.328 Quadratkilometer und die Einwohnerzahl 810.306 (Stand: Zensus 2010).

## Administrative Gliederung
Die Stadt Hejian setzt sich aus sieben Großgemeinden, zwölf Gemeinden und einer Nationalitätengemeinde zusammen.

## Geschichtliches
Hejian bzw. „Ho kien Fu“ war Sitz der katholischen Mission der Jesuiten, der auch die französischen Missionare Séraphin Couvreur und Léon Wieger angehörten.